# Альберто Герреро Мартінес
Альберто Герреро Мартінес (ісп. Alberto Guerrero Martínez; 28 червня 1884 — 21 травня 1941) — еквадорський політик, тимчасовий президент країни наприкінці 1932 року.

## Біографія
Народився 28 червня 1884 року у родині Рафаеля Герреро Гонсалеса та Емми Мартинес Іскетта.
Навчався у рідному місті де згодом отримав вищу юридичну освіту. У 1912 році почав займатися політичною діяльністю, був обраний сенатором Національного конгресу.
Був секретарем Верховного Суду Гуаякіля, президентом Конгресу між 1923 та 1925 роками, керував Виконавчою владою під час урядів Хосе Луїс Тамайо та Гонсало Кордови. Добився націоналізації Південної залізниці за рахунок придбання облігацій та акцій англійським та американським власникам. У 1930 році був президентом Ради (міським головою) Гуаякіля.
Тимчасово обійняв посаду президента країни після відставки через масові криваві заворушення, які тривали чотири дні, обраного президента Непталі Боніфаза. На той період часу Альбрето Мартінес був президентом Національного конгресу і за посадою став виконуючим обов'язки президента Еквадору. Протягом нетривалого часу він сформував новий уряд країни до якого увійшли Хосе Модесто Ларреа, міністр уряду; Кантон Карденас, міністр закордонних справ; Даніель Кордова Тораль, військовий міністр; Маркос Плаза Сотомайор, міністр громадських робіт; Леопольдо Іскетта Перес, міністр освіти; та Федеріко Корнеджо міністр фінансів.
Присвятив себе роботі по відновленню країни, яка перебувала у кризовому стані через політичні кризи та громадянську війну, і за три місяці, коли тривало його коротке управління — з 2 вересня до 4 грудня 1932 року, добився стабілізації становища у країні.
Не став висувати свою кандидатуру на президентський виборах, на яких переміг Хуан де Діос Мартінес.
Стомлений і хворий, відійшов від політичного життя і помер у своєму будинку у Гуаякілі 21 травня 1941 року.